# Drifters
Drifters (ドリフターズ Dorifutāzu) és un manga creat per Kouta Hirano que fou adaptat el 2016 a un anime. Uns guerrers destacables de la història són transportats abans de la seua mort a un món de fantasia. Allí els Drifters lluiten contra els Ends.
El 2012 juntament amb el desè i últim volum de l'anime Hellsing Ultimate es publicà un curtmetratge de 2 minuts de Drifters.
Ryoji Nakamori dissenyà els personatges. La banda sonora de l'anime està composta per Yasushi Ishii.

## Personatges
Els personatges són majoritàriament personatges històrics d'arreu del món:
- Drifters: reclutats per Murasaki (personatge inventat). Són:
  - Toyohisa Shimazu
  - Oda Nobunaga: Quant a la seua personalitat és com Alucard, de Hellsing, i com l'autor del manga autoinsertat.
- Ends: reclutats per EASY (personatge inventat). Són:
  - Joana d'Arc
  - Rasputin
  - Anastàsia Romanova
  - Akechi Mitsuhide

## Rebuda
El manga nominat als quarts i cinquens Premis Taisho Manga.
Els volums 1 al 3 foren situats el quart lloc a la llista elaborada per la revista Da Vinci dels millors mangues de la primera meitat del 2013 en la categoria de títols orientats a barons.